# Noah Kahan
Noah Kahan (Strafford, 1 januari 1997) is een Amerikaanse singer-songwriter.

## Biografie
In 2017 verkreeg Kahan bekendheid als voorprogramma van onder meer Milky Chance, Ben Folds en The Strumbellas. In hetzelfde jaar tekende hij bij Republic Records. Nadat zijn eerste paar singles geen succes werden, behaalde hij met "Hurt Somebody" , een duet met Julia Michaels, in dat jaar een internationale hit. 
De gelijknamige single en ep gingen vooraf aan de release van zijn debuutalbum Busyhead (2019). Na voorprogramma te zijn geweest van verder onder meer George Ezra ging hij in 2019 op solo-tour.
Hierna volgde de albums I Was/I Am (2021)  en Stick Season (2022), beiden gevolgd door een tournee. Kahan dankt zijn populariteit deels aan activiteiten op sociale media. In oktober 2020 begon Kahan met het posten van virale TikTok-video's waarin hij het eerste couplet liet zien van wat de hitsingle Stick Season zou worden. In de twee jaar daarna uploadde Kahan meer fragmenten van het nummer en gaf hij een voorproefje van andere nummers van zijn aanstaande derde studioalbum, waardoor Stick Season viraal ging voordat het überhaupt was uitgebracht. Uiteindelijk wist de single de eerste plek te halen in de Nederlandse Top 40, de Vlaamse Ultratop 50, de Britse, Ierse en Australische hitlijsten.
Na de release van het album Stick Season bracht Kahan aanvullende nummers uit, waaronder samenwerkingen met Post Malone, Lizzy McAlpine, Hozier, Gracie Abrams en Sam Fender. Met laatstgenoemde bracht hij begin 2024 de single Homesick uit.
Deze twee albums betekende zijn doorbraak in de mainstreammuziek en leverde hem in 2023 een nominatie op voor de Grammy Award voor Beste Nieuwe Artiest. In 2024 won hij de iHeartRadio Music Award in de categorie beste nieuwe artiest.
Kahan noemt als enkele van zijn inspiratiebronnen Paul Simon, Yusuf Islam, Counting Crows, Hozier, Sam Fender, Mumford & Sons en Green Day.

## Discografie

### Singles
| Single met eventuele hitnotering(en) in de Nederlandse Top 40 | Datum van verschijnen | Datum van binnenkomst | Hoogste positie | Aantal weken | Opmerkingen        |
| ------------------------------------------------------------- | --------------------- | --------------------- | --------------- | ------------ | ------------------ |
| Hurt somebody                                                 |                       | 2018                  | 13              | 22           | met Julia Michaels |
| Stick Season                                                  |                       | 2023                  | 1(7wk)          | 29           |                    |

### NPO Radio 2 Top 2000
Van Noah Kahan stond alleen Stick Season (single) in 2024 in de NPO Radio 2 Top 2000, op plek 564.